# Final Fantasy X-2
Final Fantasy X-2 je videohra typu RPG od firmy Square Enix pro platformy PlayStation 2, PlayStation 3 a PlayStation Vita. Vyšla jako pokračování Final Fantasy X (FF X) v roce 2003 a je tak vůbec prvním pokračováním příběhu kteréhokoliv dílu série Final Fantasy. Hlavním hrdinou je Yuna, která se po porážce Sina vrátila do Besaidu. Dva roky po událostech Final Fantasy X je však vytažena svou sestřenicí Rikku a její kamarádkou Paine na další dobrodružství ve Spiře, a doufá, že ještě někdy uvidí svou lásku Tiduse, jenž se na konci FF X ukázal být jen snem, který se po zabití Sina rozplynul.

## Popis hry
Příběh hry je zasazen do stejného fantasy světa jako Final Fantasy X, tedy do Spiry. Po dvou letech vypadá pořád stejně, liší se jen v detailech a v tom, že je nyní palác v Bevellu hráči volně přístupný, přístav Kilika byl kompletně přebudován a některé lokace jsou zcela nové, například byl nalezen vchod do tajemných ruin Gagazetu.
Co se však vůbec nezměnilo, je přítomnost mnoha běsů v krajině, přestože byl Sin, jenž je vytvářel, poražen. S příchodem éry zvané Věčný Mír nastaly dalekosáhlé změny ve společnosti Spiřanů. Yevon se kompletně rozpadl a zbylí představení se převážně raději stáhli z veřejného života. Běžní lidé jsou plni optimismu, nadšení a pozvolna překonávají tabu ohledně užívání strojů. Al Bhedi je učí, jak s nimi zacházet, a sami opustili kočovný život hledačů staré techniky, místo toho se soustřeďují na inovace. Ronsové, jejichž populaci v minulém díle zdecimoval Seymour Guado, se pod Kimahriho vedením pomalu zotavují z těžkých ztrát. Lidé se nyní bez hrozby Sina více věnují práci a také zábavě, kterou představují blitzbal s reformovanými pravidly (opět jako mezihra), nebo velkolepé koncerty. Jiní pátrají po tajemství minulosti a pročesávají Spiru kvůli pokladům, ať už ve formě zlata, dávných technologií, nebo starých koulí s cennými informacemi. (Spherami)
Přesto život ve Spiře není ještě taková idyla. Většina lidí opustila učení Yevonu a dle starší generace přejímají nové svobodné způsoby příliš rychle. Politika se po pádu Yevonu rozpadla na dvě dominantní frakce: Ligu mladých a Neo-yevonskou partaj, složenou z bývalých yevonských kleriků. Obě usilovaly o podporu Yuny, která se stala vlivnou celosvětovou celebritou, ovšem o politiku nejevila zájem. Nakonec začaly mezi oběma frakcemi bojůvky.

### Soubojový a dovednostní systém
Final Fantasy X-2 se vrací k osvědčenému systému ATB, z dílů VII, VIII a IX. Bitvy tedy probíhají v reálném čase a hráč musí zadávat příkazy rychle, pokud nechce přijít o tahy. Jediný rozdíl je, že nepřítel i herní postavy mohou nyní útočit současně a buď vyrušit oponentův útok, nebo spolu se spolubojovníky soustředěným útokem posílit škody. Bitvy jsou díky tomu dynamičtější.
Jelikož jsou v hráčově partě jen tři postavy, je variabilita jejich povolání vyřešena novou technologií, zvanou "převlékací koule" (angl. Dresspheres). Během bitvy nebo jindy se postavy mohou převlékat a proměnit se v úplně jiný druh bojovníka. Například Yunu, jež začíná jako pistolnice, lze převléknout do tanečního úboru, kterým omámí nepřátele, aby svým dvěma kamarádkám pomohla snadněji zneškodnit cíl. Schopnosti pro každý typ převleku se získávají díky úrovním AP, které postava dostane za porážky nepřátel a běsů, nebo užíváním určitých předmětů a schopností charakteristických pro konkrétní převlek. Každá postava má k dispozici až šest různých převleků podle momentální konfigurace "mřížky prádla" (angl. Garment grid). Tato mřížka je tvořena geometrickými obrazci, spojenými pomocí uzlů, podobně jako v předchozím díle, jen je miniaturní. Časem získávají postavy i obleky, které jsou unikátní pro jedinou z nich.
Děj v díle X-2 není tolik lineární jako ve FF X, ale je vyprávěn pomocí misí, které hráč plní. Kromě hlavních a povinných misí může plnit i mnohé vedlejší a hrát různé minihry, kterými se příběh hry doplní. Je tedy na hráči, kolik misí splní. Hlavní mise jsou rozděleny do pěti velkých kapitol, během nichž je po všech koutech Spiry otevřeno několik vedlejších misí. Tyto mise lze buď splnit kdykoliv, nebo jen v určitou kapitolu. Na hráče, který splní hlavní mise i všechny vedlejší mise, čeká na konci hry překvapení. Díky tomuto systému může hráč už od samého začátku hry nahlédnout do naprosté většiny míst ve Spiře, což je v tomto díle možné z celé série Final Fantasy vůbec poprvé.

## Postavy
V minulých dílech Final Fantasy měl hráč k dispozici mnoho postav, které mohl pro bitvy střídat. Nyní jsou hratelné postavy pouze tři a jsou všechny ženského pohlaví, dvě z nich jsou pro hráče Final Fantasy X velmi dobře známé.
- Yuna: V minulém díle porazila definitivně Sina a stala se první velkovyvolávačkou, které byl tento titul udělen za života. Ostatním velkovyvolávačům byl tento titul přiznán vždy posmrtně. Je proto velmi slavnou, ovšem nyní se vrhla vstříc novému dobrodružství pod vlivem své sestřenice Rikku a po zhlédnutí koule, která v ní probudila vzpomínky na Tiduse, její lásku ztracenou ve snech. Opustila tedy v 19 letech Besaid a stala se členkou lovců koulí zvaných Gullwings a doufá, že Tiduse ještě někdy uvidí. Jejím prvním převlekem byl oblek pistolnice se dvěma kolty a oproti předchozímu dílu je její styl oblékání mnohem divočejší a nechala si narůst více než metrový copánek.
- Rikku: Yuny 17letá sestřenice, před dvěma lety ji soužila jako ochránkyně na její Pouti a pomáhala ji porazit Sina. Přijela za Yunou do Besaidu ukázat ji starou kouli, kde byl vyobrazený muž hodně připomínající Tiduse, čímž se jí povedlo přesvědčit Yunu, aby se přidala k její skupině Gullwings a užila si ve společnosti vrstevníc a vrstevníků života a dobrodružství. Jejím prvním převlekem je suita zlodějky jako ve FF X. Nechala si narůst dlouhé vlasy a chodí oblečená jen v plavkách.
- Paine: Záhadná 18letá bojovnice s tmavě stříbrnými vlasy a rudýma očima (tedy je pravděpodobně ze stejného národa jako Lulu), kterou nedávno potkala Rikku. Ve FF X byla fyzicky přítomná coby yevonská válečnice-novicka při katastrofální bitvě Míhen. Podle plánů tehdejších maestrů Kinoca a Seymoura neměla její skupina vůbec přežít, ale čtyři členové přežili, ovšem byli později zrazeni Noojem, který je postřílel do zad. Al Bhedi však trojici včetně Paine zachránili život a ukryli. Na dotyčné události si ale nepamatuje přesně, proto se o dva roky později přidala ke skupině Gullwings, aby zjistila, co se tehdy v jeskyni Woe u Míhenu stalo. V boji ve svém prvním obleku využívá velký meč a svým způsobem boje připomíná Tiduse. Vlasy má ostříhané nakrátko, nosí černé kožené oblečení a moc toho nenamluví.

Mezi nejdůležitější vedlejší nehratelné postavy (NPC) patří:
- Baralaj: Mladý pretor Nového Yevonu. Mezi lidmi se těší velké oblibě. Dříve byl členem yevonské krvavé roty.
- Nooj: Majvn (znamená vůdce) organizace Ligy mladých, zvaný také jako "ten, kdo hledá smrt" (Deathseeker). Dříve byl členem yevonské krvavé roty právě proto, aby v boji nalezl smrt.
- Gippal: Albhedský vůdce frakce Mašinů, je to kamarád Rikku z dětství. I on byl kdysi členem nechvalně proslulé yevonské krvavé roty.
- Leblanc: Lovkyně koulí, jež je pod vlivem Nooje. Vede Syndykát Leblanc, který je pro Gullwingy největším rivalem v hledání koulí.
- Bratr (Brother): Bezejmenný bratr Rikku a bratranec Yuny, který ve FF X řídil Fahrenheita a skoro neuměl mluvit jinak než albhedsky. Je zakládajícím členem Gullwingů a majitelem nové létající lodě Celsius, jež Gullwingům slouží jako základna. Nyní kromě pilotování také hraje blitzbal a hodně se zlepšil ve studiu běžného jazyka.
- Cid: Otec Rikku a Bratra, strýc Yuny a bývalý vůdce Al Bhedů. Po zabití Sina nebyl schopen přizpůsobit se novým podmínkám a rozkmotřil se díky svým ultrakonzervativním postojům s celou rodinou. Sní o znovuvybudování Domova (Home) na Bikanelu a pořádá proto zájezdy do rozvalin Zanarkandu, aby k svému snu získal prostředky.
- Šinra: Albhedský mladý technik na palubě Celsia. Vynálezce "mřížky prádla" a vysílaček, jimž říká komunikační koule, nebo jen komkoule. Také vede databázi nalezených koulí.
- Buddy: Bratrův albhedský kamarád, zakládající člen Gullwingů a kopilot Celsia.
- Lulu: Před dvěma lety sloužila Yuně jako ochránkyně, pomáhala ji porazit Sina. Nyní žije v Besaidu, provdaná za Wakku, kterému čeká dítě, a snad definitivně smířená se ztrátou Chappua.
- Wakka: Před dvěma lety sloužil Yuně jako ochránce, pomáhal ji porazit Sina. Oženil se s Lulu, netrpělivě očekává narození potomka, a stal se starostou Besaidu.
- Kimahri Ronso: Před dvěma lety sloužil Yuně jako ochránce, pomáhal ji porazit Sina. Po smrti maestra Kelka, jeho bratrů Birana a Yankeho a bezpočtu dalších vinou Seymoura Guado se stal stařešinou Ronsů. Stojí před ním úkoly jako vytyčit směřování kmene Ronsů, ale doplácí na jistou míru nerozhodnosti; hlavní je udržet na uzdě mládež Ronsů, která se po Seymourově masakru na Gagazetu snaží z touhy po pomstě vyvolat válku s Guady, které viní z této katastrofy.
- Lenne: Dávná zanarkandská vyvolávačka, před 1002 lety, zemřela při válce s Bevellem. Pro příběh této hry je však důležitá.
- Shuyin: Dávný obyvatel Zanarkandu, který se odmítl smířit se smrtí po válce s Bevellem a je sžírán horoucí nenávistí. Svým vzhledem hodně připomíná Tiduse, čímž zmate Yunu. Je však ve skutečnosti hlavní zápornou postavou.
- Tidus: Yunina ztracená láska. Jen z touhy po něm a po šanci, jež se objevila, jak s ním znovu být, se rozhodla přidat ke Gullwingům. Ve hře však není ani jednou zmíněn svým jménem, protože už v původní FF X bylo možné Tiduse přejmenovat a postavy ho taktéž ani jednou neoslovily jménem.